# Anartodes lamuta
Anartodes lamuta är en fjärilsart som beskrevs av Herz 1903. Anartodes lamuta ingår i släktet Anartodes och familjen nattflyn. Inga underarter finns listade i Catalogue of Life.